# Kloster Landsberg am Lech

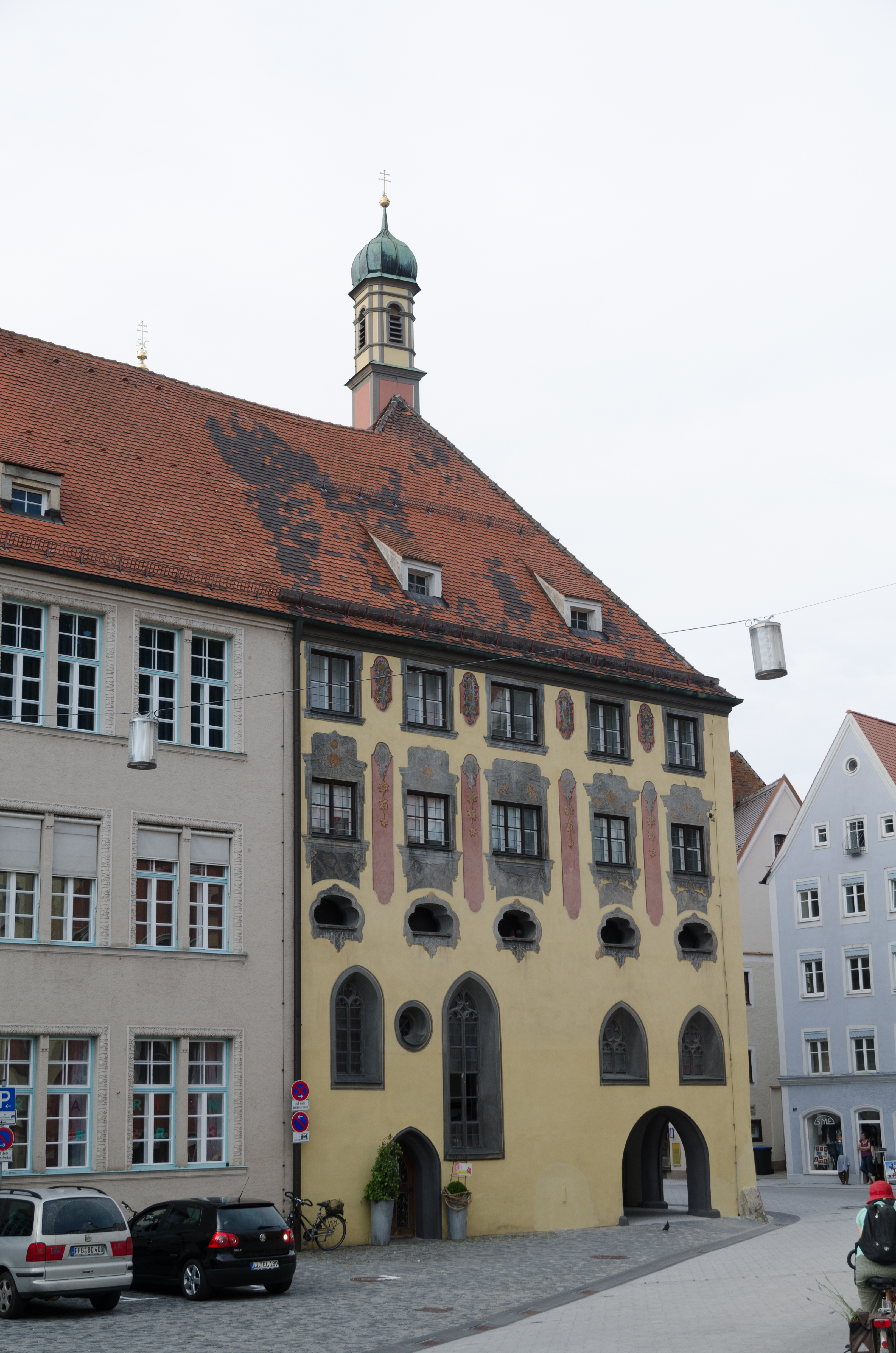
Ehemaliges Klostergebäude am Lechufer

Das Kloster Landsberg ist ein ehemaliges Kloster der Ursulinen und jetziges Dominikanerinnen-Kloster. Das in der oberbayerischen Stadt Landsberg am Lech gelegene Kloster gehört zur Diözese Augsburg.

## Geschichte
Das St. Ursula, St. Joseph und der Heiligen Jungfrau Maria Dolorosa geweihte Kloster wurde durch J. Heilberger, Bürgermeister von Landsberg, im Jahr 1719 zum Zweck der Schaffung einer Ausbildungsstätte für die weibliche Jugend gegründet. Zunächst erwarben die Ursulinen einige Bürgerhäuser in der Altstadt, um sich dort mit einer 1724/25 nach Plänen des Baumeisters und Stuckators Dominikus Zimmermann geschaffenen Klosterkirche Zur heiligsten Dreifaltigkeit provisorisch einzurichten. 1764/65 wurde dann am Leonhardiplatz ein Klosterflügel mit einer neuen Kirche nach Plänen des Münchener Hofbaumeisters Johann Baptist Gunetzrhainer erbaut. Das Kloster wurde 1809 im Zuge der Säkularisation aufgelöst. Das Schulinstitut wurde weltlich weitergeführt. 1845 übernahmen Dominikanerinnen aus Augsburg das Kloster als Kloster der Dominikanerinnen zur Hlgst. Dreifaltigkeit.
Im Jahr 1985 zogen die Dominikanerinnen vom früheren Ursulinenkloster in der Hubert-von-Herkomer-Straße 110 am Ufer des Lech in einen größeren Gebäudekomplex in der Münchener Straße 11 im Osten der Stadt um. Im ehemaligen Klostergebäude sind heute die Volkshochschule, ein kirchlicher Kindergarten und ein Seniorenwohnheim untergebracht.